# Munitionsdepot Iwanowo
Das Munitionsdepot Iwanowo ist ein russisches Munitionslager südlich der Siedlung Iwanowo, Rajon Kowrow, in der Oblast Wladimir. Es ist das 73. Arsenal der GRAU. Es nimmt eine Fläche von etwa 7 km² ein. Zwischen 2018 und 2021 wurde es umfassend renoviert und modernisiert. Etwa 3 km nördlich verläuft  die Autobahn M7 Wolga. Es befindet sich 650 Kilometer von der Grenze zur Ukraine entfernt.